# Bob Dailey
Pour les articles homonymes, voir Dailey.
Robert Scott Dailey dit Bob Dailey (né le 3 mai 1953 à Kingston dans la province de l'Ontario au Canada et mort le 7 septembre 2016 en Floride (États-Unis)) est un joueur professionnel canadien de hockey sur glace.

## Carrière en club
En 1970, Bob Dailey commence sa carrière avec les Marlboros de Toronto dans l'Association de hockey de l'Ontario. Il est choisi au cours du repêchage amateur 1973 dans la Ligue nationale de hockey par les North Stars du Minnesota en 10e ronde, en 145e position. Il est choisi au cours du repêchage amateur 1973 dans l'Association mondiale de hockey par les Toros de Toronto en 5e ronde, en 52e position. Il passe professionnel avec les Canucks de Vancouver dans la Ligue nationale de hockey en 1973.

## Statistiques
| Saison     | Équipe                 | Ligue      |     | Saison régulière | Saison régulière | Saison régulière | Saison régulière | Saison régulière |    | Séries éliminatoires | Séries éliminatoires | Séries éliminatoires | Séries éliminatoires | Séries éliminatoires |
| Saison     | Équipe                 | Ligue      | PJ  | B                | A                | Pts              | Pun              | PJ               | B  | A                    | Pts                  | Pun                  |                      |                      |
| 1970-1971  | Marlboros de Toronto   | AHO        | 36  | 2                | 3                | 5                | 36               | -                | -  | -                    | -                    | -                    |                      |                      |
| 1971-1972  | Marlboros de Toronto   | AHO        | 62  | 11               | 39               | 50               | 135              | -                | -  | -                    | -                    | -                    |                      |                      |
| 1972-1973  | Marlboros de Toronto   | AHO        | 60  | 9                | 55               | 64               | 200              | -                | -  | -                    | -                    | -                    |                      |                      |
| 1973-1974  | Canucks de Vancouver   | LNH        | 76  | 7                | 17               | 24               | 143              | -                | -  | -                    | -                    | -                    |                      |                      |
| 1974-1975  | Canucks de Vancouver   | LNH        | 70  | 12               | 36               | 48               | 103              | 5                | 1  | 3                    | 4                    | 14                   |                      |                      |
| 1975-1976  | Canucks de Vancouver   | LNH        | 67  | 15               | 24               | 39               | 119              | 2                | 1  | 1                    | 2                    | 0                    |                      |                      |
| 1976-1977  | Canucks de Vancouver   | LNH        | 44  | 4                | 16               | 20               | 52               | -                | -  | -                    | -                    | -                    |                      |                      |
| 1976-1977  | Flyers de Philadelphie | LNH        | 32  | 5                | 14               | 19               | 38               | 10               | 4  | 9                    | 13                   | 15                   |                      |                      |
| 1977-1978  | Flyers de Philadelphie | LNH        | 76  | 21               | 36               | 57               | 62               | 12               | 1  | 5                    | 6                    | 22                   |                      |                      |
| 1978-1979  | Flyers de Philadelphie | LNH        | 70  | 9                | 30               | 39               | 63               | 8                | 1  | 2                    | 3                    | 14                   |                      |                      |
| 1979-1980  | Flyers de Philadelphie | LNH        | 61  | 13               | 26               | 39               | 71               | 19               | 4  | 13                   | 17                   | 22                   |                      |                      |
| 1980-1981  | Flyers de Philadelphie | LNH        | 53  | 7                | 27               | 34               | 141              | 7                | 0  | 1                    | 1                    | 18                   |                      |                      |
| 1981-1982  | Flyers de Philadelphie | LNH        | 12  | 1                | 5                | 6                | 22               | -                | -  | -                    | -                    | -                    |                      |                      |
| 1985-1986  | Bears de Hershey       | LAH        | 5   | 0                | 0                | 0                | 8                | -                | -  | -                    | -                    | -                    |                      |                      |
| Totaux LNH | Totaux LNH             | Totaux LNH | 561 | 94               | 231              | 325              | 814              | 63               | 12 | 34                   | 46                   | 105                  |                      |                      |